# Mamadodori
(Stringimi piano stringimi forte)
Mamadodori è un album della cantante italiana Dori Ghezzi, pubblicato nel 1980.

## Il disco
L'album, suo primo vero lavoro da cantante solista, nasce dopo l'esperienza del rapimento avvenuta nel 1979. Prodotto da Oscar Prudente, pubblicato dall'etichetta Fado appositamente creata per l'occasione ("Fado" sta per Fabrizio e Dori), l'album è dedicato alla figlia Luvi, partendo dalla title track Mamadodori. Contrariamente a quanto può sembrare dallo stile dei pezzi, nessun brano porta la firma del compagno (e poi marito) di Dori Fabrizio De André, che comunque collabora alla realizzazione dell'album.
Mamadodori è stato il primo disco pubblicato dalla Fado, la casa discografica fondata da De André e dalla Ghezzi.
La canzone Mamadodori è in realtà il rifacimento, con altro testo, della canzone Libera amore interpretata nel 1973 da Adriano Pappalardo e l'anno successivo incisa da Ivano Fossati con il titolo Apri le braccia (Voglia di amare) nell'album Poco prima dell'aurora di Ivano Fossati e Oscar Prudente; fu pubblicata insieme a Stringimi piano stringimi forte su singolo nel 45 giri Mamadodori/Stringimi piano, stringimi forte.
Mio Signore è la cover di Wo-ya-ya degli Osibisa, mentre Mi mandi in bianco è la cover di Young Girl di Sue Saad & The Next.

## Tracce
Lato A
1. Mamadodori – 3:30 (testo: Cristiano Minellono – musica: Oscar Prudente; edizioni musicali Fado/Edizioni musicali Numero Uno/Numero Uno)
2. Il gatto – 3:43 (testo: Cristiano Minellono – musica: Rodolfo Grieco; edizioni musicali Fado)
3. Anni fa – 3:08 (testo: Cristiano Minellono – musica: Gino De Stefani; edizioni musicali Fado)
4. Viva l'amore – 3:12 (testo: Cristiano Minellono – musica: Angelo Sotgiu; edizioni musicali Fado)
5. Mio signore (Wo-ya-ya) – 3:00 (testo: Cristiano Minellono – musica: Teddy Osei, Sol Amarfio, Robert Bailey, Lasisi Amao, Roy Bedeau, Wendell Richardson, Mac Tontoh; edizioni musicali Melodi)

Lato B
1. Buongiorno – 3:15 (testo: Cristiano Minellono – musica: Gino De Stefani; edizioni musicali Fado)
2. Era notte – 3:04 (testo: Cristiano Minellono – musica: Oscar Prudente; edizioni musicali Fado)
3. Stringimi piano stringimi forte – 4:37 (Massimo Bubola; edizioni musicali Fado/Jubal)
4. Mi mandi in bianco (Young Girl) – 4:02 (testo: Cristiano Minellono – musica: Sue Saad e James Lance; edizioni musicali Warner Bros. Italy)

## Formazione
- Dori Ghezzi – voce
- Gigi Cappellotto – basso
- Gianni D'Aquila – batteria
- Leandro Gaetano – tastiera
- Mario Lamberti – percussioni
- Andrea Sacchi – chitarra
- Bruno De Filippi – armonica
- Aida Cooper, Lella Esposito, Wanda Radicchi, Marco Ferradini, Silvio Pozzoli – cori